# Quasi-park narodowy
Quasi-park narodowy (jap. 国定公園 Kokutei Kōen) – forma ochrony przyrody występująca w Japonii, ustanowiona przez tamtejsze Ministerstwo Środowiska. 

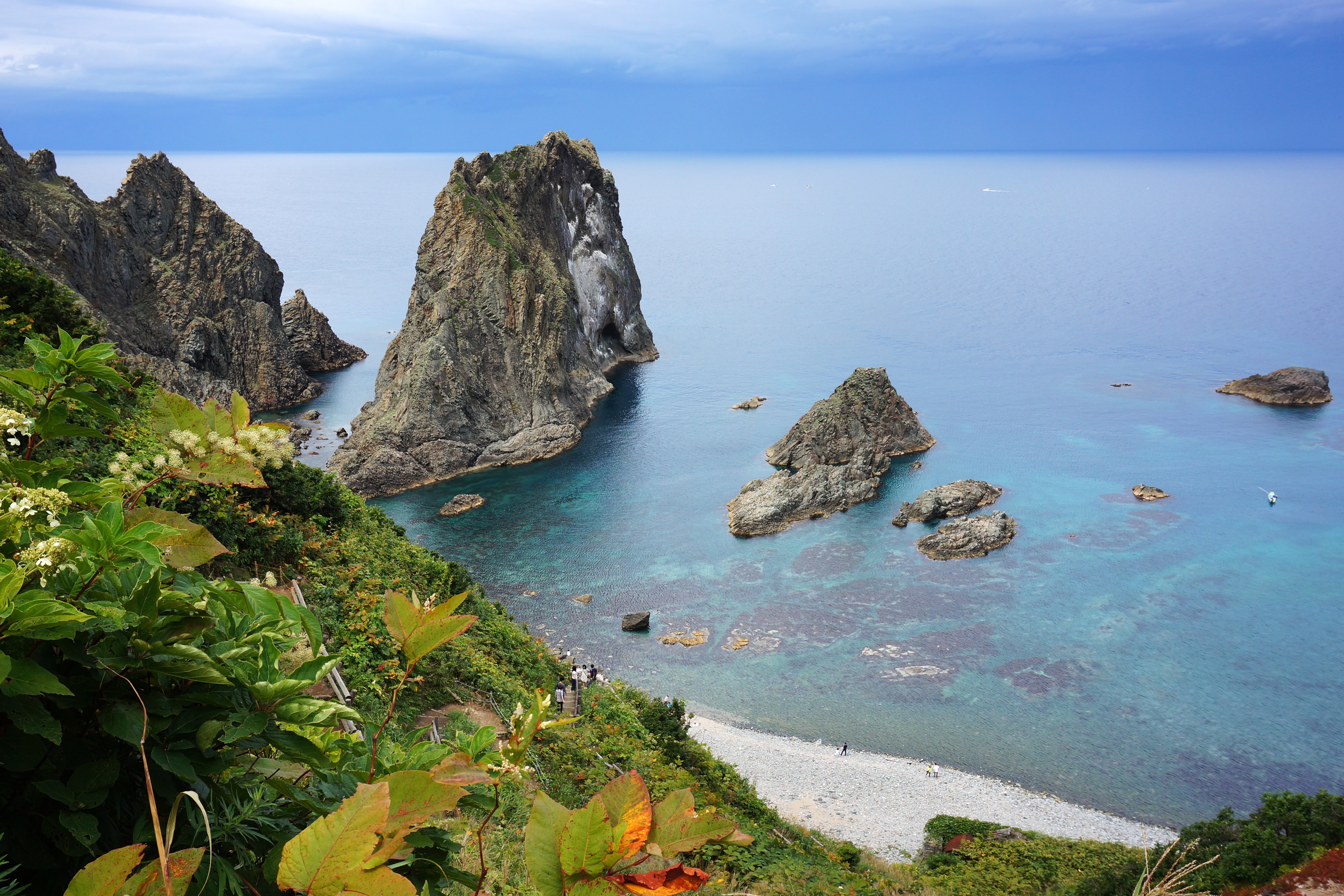
Wybrzeże Shimanui, Quasi-Park Narodowy Niseko-Shakotan-Otaru Kaigan

Quasi-parki narodowe są zarządzane przez władze lokalnych prefektur pod nadzorem Ministerstwa. Są ustanawiane przez Ministerstwo Środowiska, gdyż są miejscami, w których zachowały się piękne krajobrazy lub mają potencjał, by służyć jako ośrodek wypoczynkowy dla pobliskich miast. W sierpniu 2007 r. istniało 56 quasi-parków narodowych w Japonii, obejmujących 13 328 km² (3,6% powierzchni państwa).

## Lista quasi-parków narodowych

### Hokkaidō
- Quasi-Park Narodowy Abashiri
- Quasi-Park Narodowy Hidaka Sanmyaku-Erimo
- Quasi-Park Narodowy Niseko-Shakotan-Otaru Kaigan
- Quasi-Park Narodowy Ōnuma
- Quasi-Park Narodowy Shokanbetsu-Teuri-Yagishiri

### Tōhoku

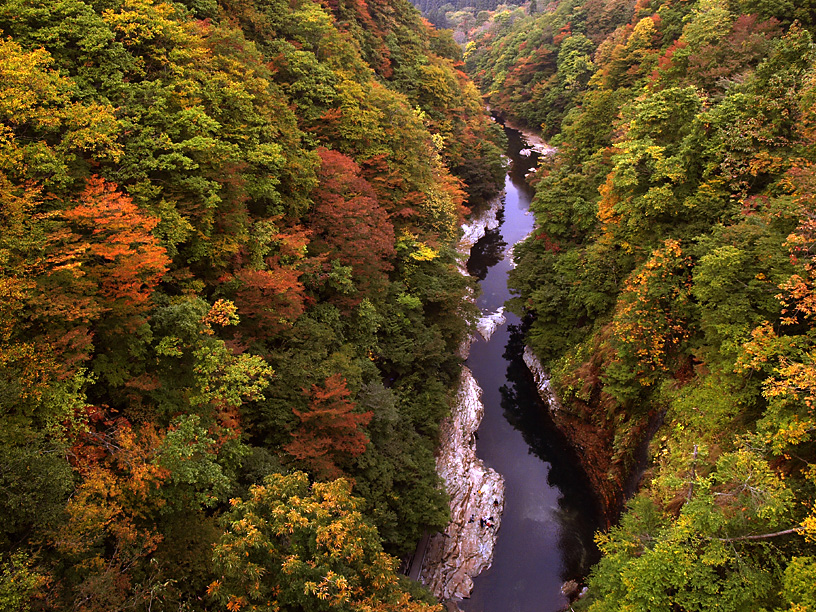
Przełom Oyasu-kyō w Yuzawa, Akita, Japonia – Quasi-Park Narodowy Kurikoma

- Quasi-Park Narodowy Shimokita-hantō
- Quasi-Park Narodowy Tsugaru
- Quasi-Park Narodowy Hayachine
- Quasi-Park Narodowy Kurikoma
- Quasi-Park Narodowy Minami-Sanriku Kinkazan
- Quasi-Park Narodowy Zaō
- Quasi-Park Narodowy Oga
- Quasi-Park Narodowy Chōkai

### Kantō
- Quasi-Park Narodowy Suigō-Tsukuba
- Quasi-Park Narodowy Minami-Bōsō
- Quasi-Park Narodowy Meiji no Mori Takao
- Quasi-Park Narodowy Tanzawa-Ōyama

### Chūbu

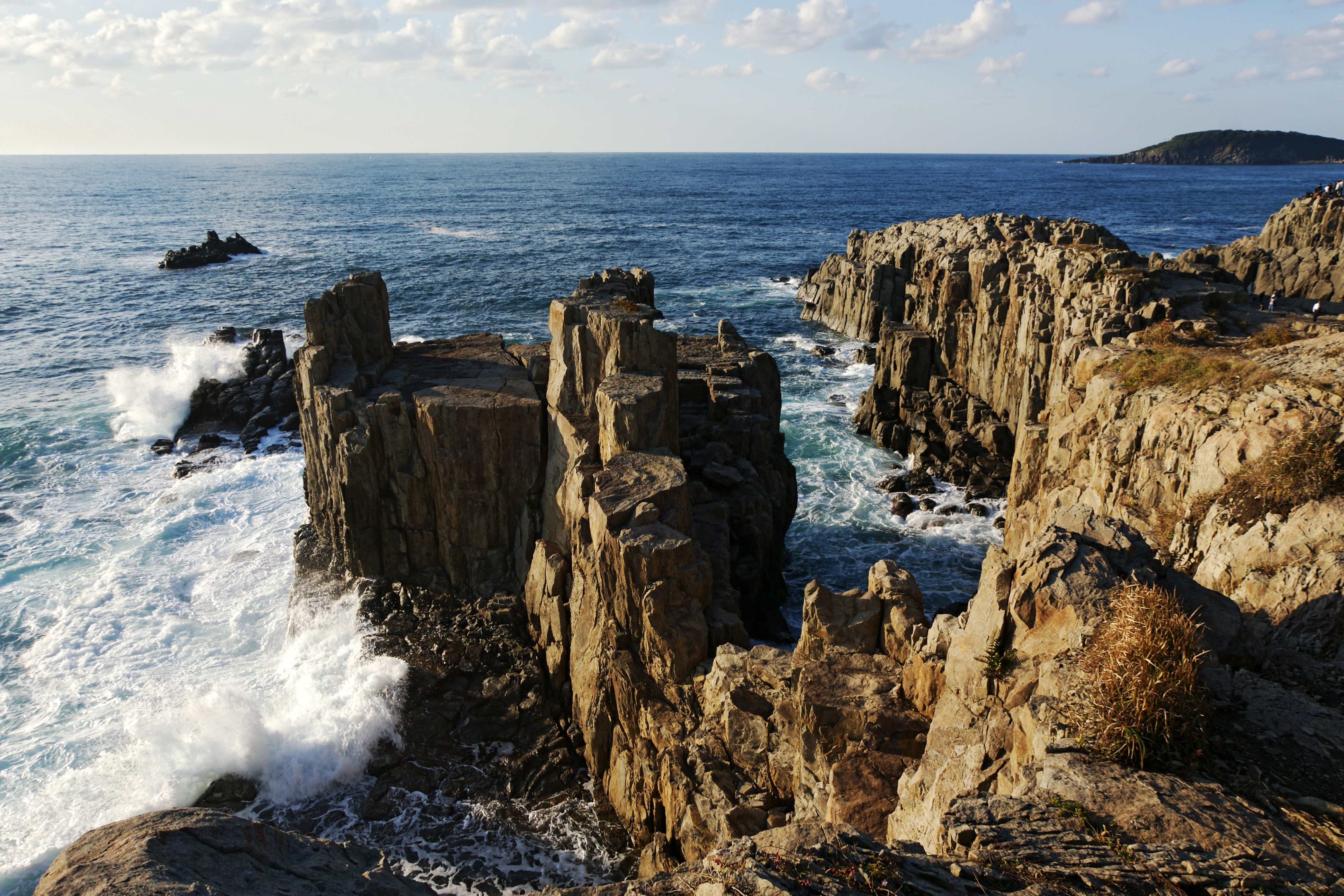
Rzeka Tojinboō – Quasi-Park Narodowy Echizen-Kaga Kaigan

- Quasi-Park Narodowy Echigo-Sanzan-Tadami
- Quasi-Park Narodowy Myōgi-Arafune-Saku Kōgen
- Quasi-Park Narodowy Sado-Yahiko-Yoneyama
- Quasi-Park Narodowy Noto-hantō
- Quasi-Park Narodowy Echizen-Kaga Kaigan
- Quasi-Park Narodowy Yatsugatake-Chūshin Kōgen
- Quasi-Park Narodowy Tenryū-Okumikawa
- Quasi-Park Narodowy Ibi-Sekigahara-Yōrō
- Quasi-Park Narodowy Hida-Kisogawa
- Quasi-Park Narodowy Aichi Kōgen
- Quasi-Park Narodowy Mikawa-wan

### Kansai
- Quasi-Park Narodowy Suzuka
- Quasi-Park Narodowy Wakasa-wan

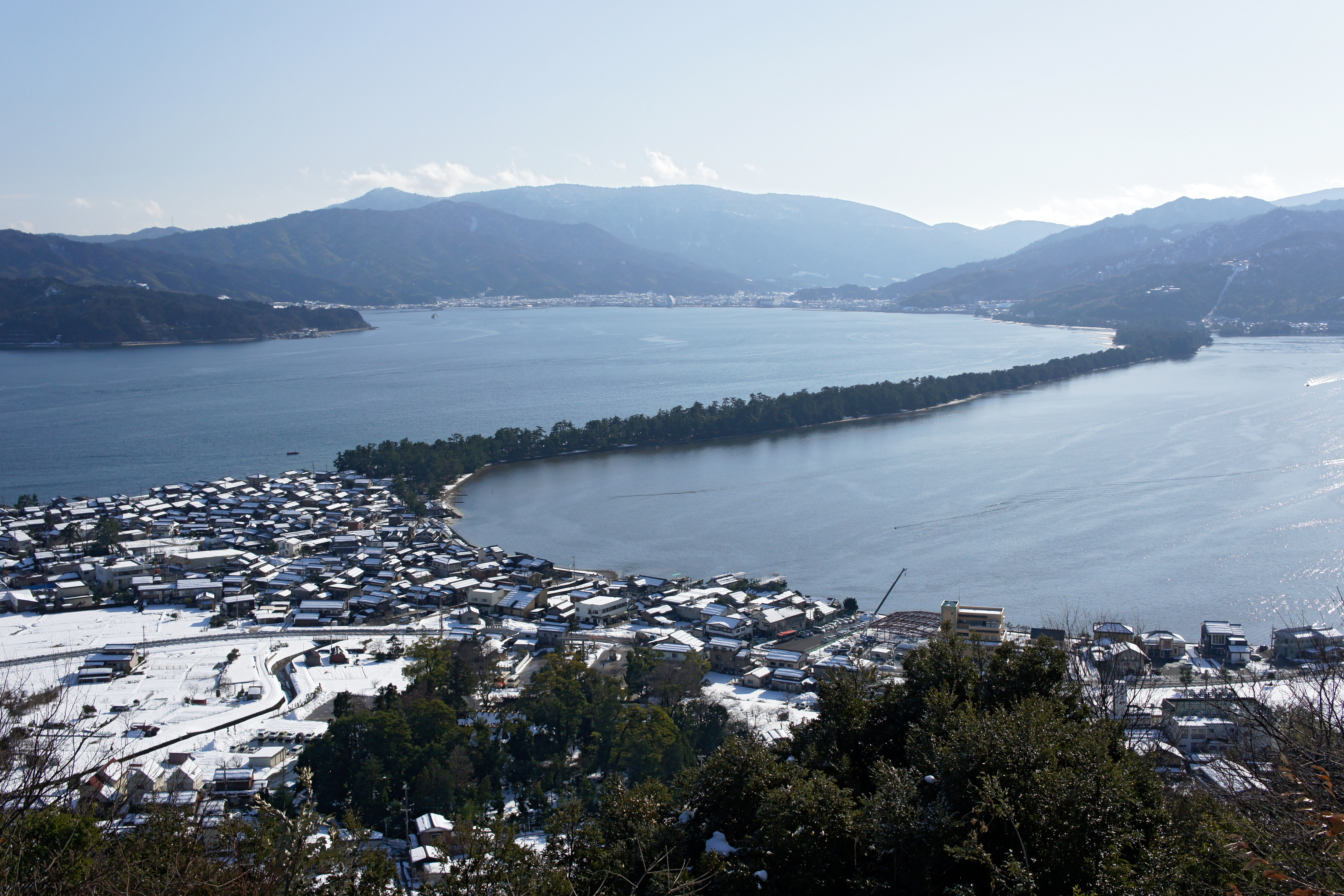
Ama-no-hashidate – Quasi-Park Narodowy Tango-Amanohashidate-Ōeyama

- Quasi-Park Narodowy Tango-Amanohashidate-Ōeyama
- Quasi-Park Narodowy Biwako
- Quasi-Park Narodowy Murō-Akame-Aoyama
- Quasi-Park Narodowy Kongō-Ikoma-Kisen
- Quasi-Park Narodowy Yamato-Aogaki
- Quasi-Park Narodowy Kōya-Ryūjin
- Quasi-Park Narodowy Meiji no Mori Minō

### Chūgoku i Shikoku

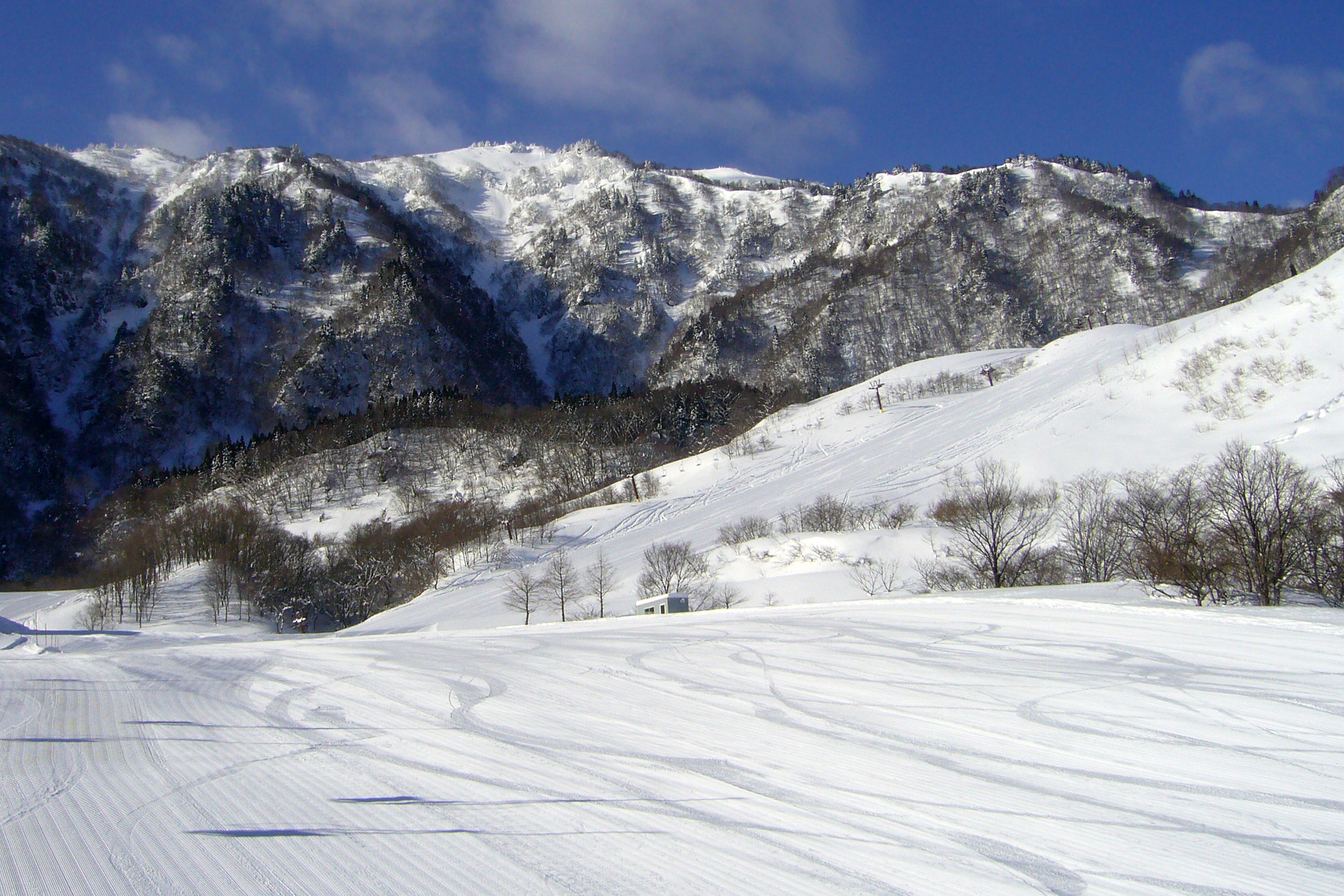
Hyō-no-sen – Quasi-Park Narodowy Hyōnosen-Ushiroyama-Nagisan

- Quasi-Park Narodowy Hyōnosen-Ushiroyama-Nagisan
- Quasi-Park Narodowy Hiba-Dōgo-Taishaku
- Quasi-Park Narodowy Nishi-Chūgoku Sanchi
- Quasi-Park Narodowy Kita-Nagato Kaigan
- Quasi-Park Narodowy Akiyoshidai
- Quasi-Park Narodowy Tsurugisan
- Quasi-Park Narodowy Muroto-Anan Kaigan
- Quasi-Park Narodowy Ishizuchi

### Kiusiu
- Quasi-Park Narodowy Kitakyūshū
- Quasi-Park Narodowy Genkai

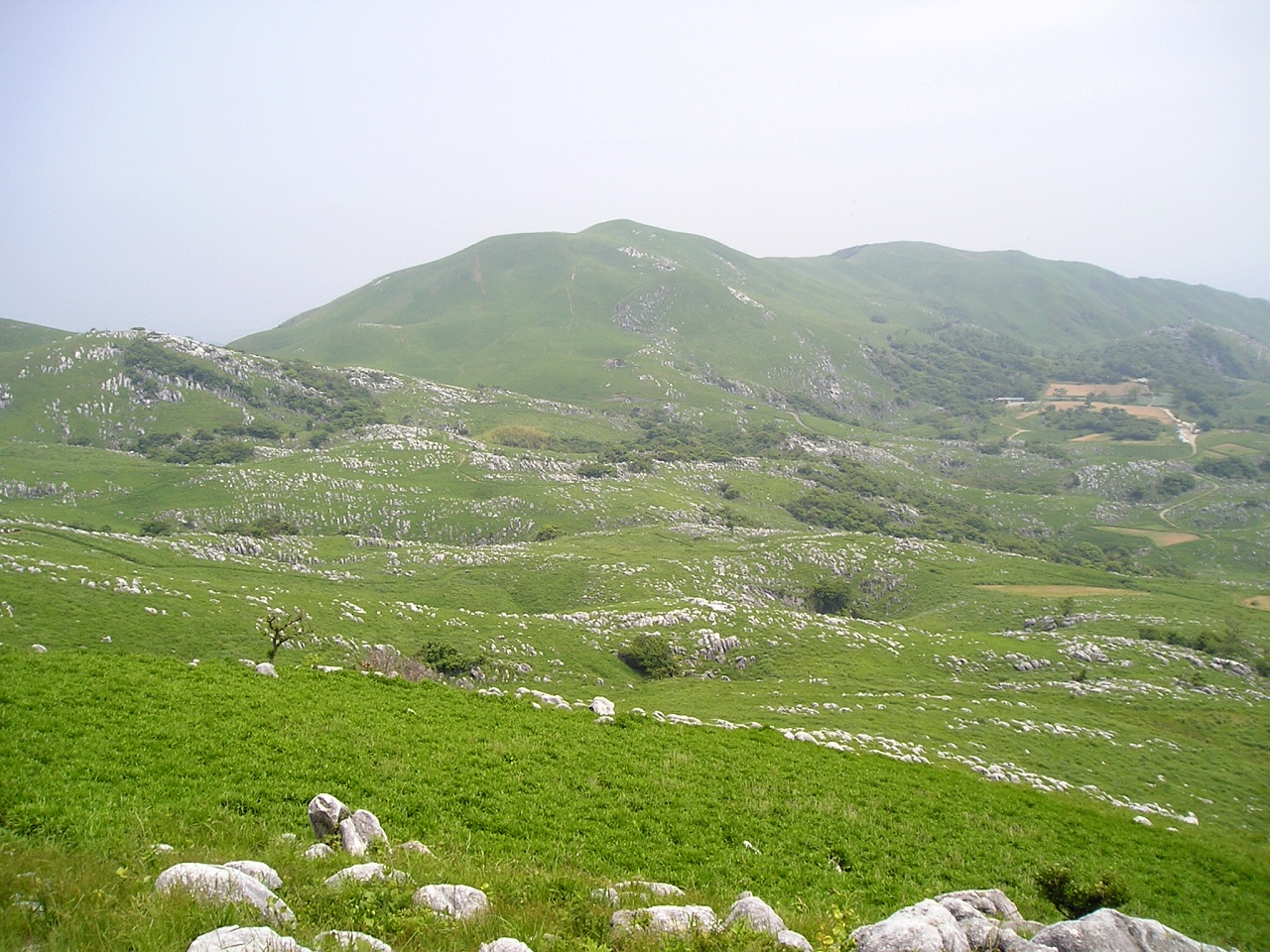
Quasi-Park Narodowy Kitakyūshū

- Quasi-Park Narodowy Yaba-Hita-Hikosan
- Quasi-Park Narodowy Iki-Tsushima
- Quasi-Park Narodowy Kyūshū-chūō-sanchi
- Quasi-Park Narodowy Nippō Kaigan
- Quasi-Park Narodowy Sobo-Katamuki
- Quasi-Park Narodowy Nichinan Kaigan
- Quasi-Park Narodowy Amami Guntō
- Quasi-Park Narodowy Okinawa Kaigan
- Quasi-Park Narodowy Okinawa Senseki